# پی‌یر-لوک دریو
پیر-لوک دریو (انگلیسی: Pierre-Luc Thériault؛ زادهٔ ۲۵ اکتبر ۱۹۹۳) یک بازیکن تنیس روی میز اهل کانادا است.
وی در مسابقات کشوری و بین‌المللی در مجموع برنده ۱ مدال برنز شده‌است.